# Scopula graeseri
Scopula graeseri là một loài bướm đêm trong họ Geometridae.